# Loxura
Loxura is een geslacht van vlinders van de familie Lycaenidae, uit de onderfamilie Theclinae.

## Soorten
- L. atymnus Stoll, 1780
- L. cassiopeia Distant, 1884
- L. pita Horsfield, 1829